# Cuccaro Vetere
Cuccaro Vetere (Cùccarë in dialetto cilentano) è un comune italiano di 516 abitanti della provincia di Salerno in Campania.

## Geografia fisica
Il termine greco Cocheros, cocuzzolo, è indizio della posizione di questo paese che domina le vallate che digradano verso Palinuro.
- Classificazione sismica: zona 2 (sismicità media), Ordinanza PCM. 3274 del 20/03/2003.

## Storia
La sua collocazione geografica ne ha fatto, nel corso della storia, una roccaforte difensiva di Velia, e in seguito un baluardo dei Normanni, che vi eressero un castello e delle mura, dopo che Federico II fece della città un suo feudo. Anche la religione ha giocato un ruolo importante: Cuccaro fu sede del cenobio bizantino di San Nicola di Mira e, dal 1333, di un monastero francescano di cui si possono ancora ammirare gli imponenti ruderi. Il borgo si fregia tuttora del castello, con le sue torri, e di numerose chiese tra cui quella settecentesca di San Pietro Apostolo, in cui è custodita una reliquia della Croce di Cristo.

### Simboli
Lo stemma e il gonfalone del comune sono stati concessi con decreto del presidente della Repubblica del 19 marzo 2014.
Il gonfalone è un drappo di rosso.

## Società

### Evoluzione demografica
Abitanti censiti

## Infrastrutture e trasporti

### Strade
- Strada statale 18 Tirrena Inferiore.
- Strada provinciale 84 Futani-S.Mauro La Bruca-Innesto SS 447.
- Strada provinciale 430/b Svincolo Vallo Scalo-Pattano-Vallo della Lucania-Ceraso-Cuccaro V.-Futani.
- Strada provinciale 272 Innesto SS 18-Cuccaro Vetere.

## Amministrazione
| Periodo        | Periodo        | Primo cittadino     | Partito                                | Carica  | Note |
| -------------- | -------------- | ------------------- | -------------------------------------- | ------- | ---- |
| 23 aprile 1995 | 13 giugno 1999 | Mariano Delli Santi | Popolari                               | Sindaco |      |
| 13 giugno 1999 | 12 giugno 2004 | Simone Valiante     | PPI                                    | Sindaco |      |
| 13 giugno 2004 | 6 giugno 2009  | Simone Valiante     | DL                                     | Sindaco |      |
| 7 giugno 2009  | 26 maggio 2019 | Aldo Luongo         | Partito Democratico                    | Sindaco |      |
| 26 maggio 2019 | in carica      | Aldo Luongo         | lista civica Territorio e Libertà - PD | Sindaco |      |

### Altre informazioni amministrative
Le competenze in materia di difesa del suolo sono delegate dalla Campania all'Autorità di bacino regionale Sinistra Sele.
Il comune fa parte della Comunità montana Bussento - Lambro e Mingardo